# 3408 Shalamov
3408 Shalamov è un asteroide della fascia principale. Scoperto nel 1977, presenta un'orbita caratterizzata da un semiasse maggiore pari a 2,3716080 UA e da un'eccentricità di 0,2274083, inclinata di 2,85929° rispetto all'eclittica.